# カブール・ベルディエフ
カブール・ベルディエフ（1955年4月5日 - ）は、ウズベキスタンの政治家、軍人。国防相。

## 経歴
1998年まで参謀次長。1998年7月10日、情報活動・データ伝送完全化・効率向上省庁間調整委員会委員。その後、特殊作戦旅団長となり、アンディジャン事件に関係した。2004年、タシュケント高等諸兵科共通指揮学校長。
2006年3月27日、非常事態相。2008年7月～9月、国防次官兼南西特別軍管区司令官。
2008年9月17日、国防相に任命。

## パーソナル
二等「ション・シャラフ」勲章を受章。